# Колдикът
Ко̀лдикът (на английски: Caldicot; на уелски: Cil-y-coed, Кил ъ ко̀йд) е град в Югоизточен Уелс, графство Мънмътшър. Разположен е на около 7 km на запад от границата с Англия на десния бряг на устието на река Севърн и на около 25 km на североизток от столицата Кардиф. Има жп гара. Туристическа атракция е замъкът Колдикът Касъл. Населението му е 11 248 жители според данни от преброяването през 2001 г.

## Побратимени градове
- Вагхеузел, Германия